# Verulamium

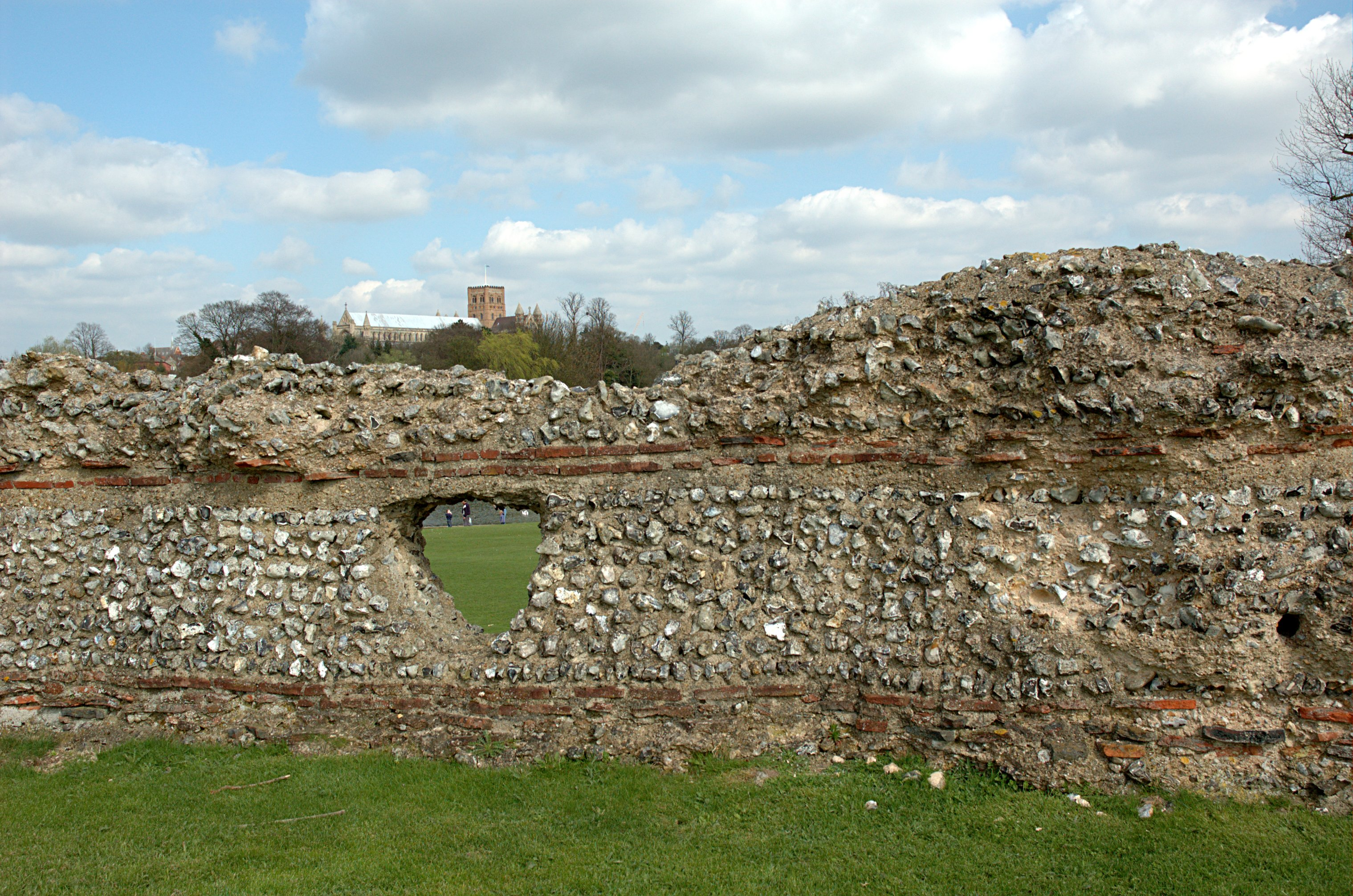
Overblijfselen van de stadsmuur. In de verte de Kathedraal van Sint-Albanus

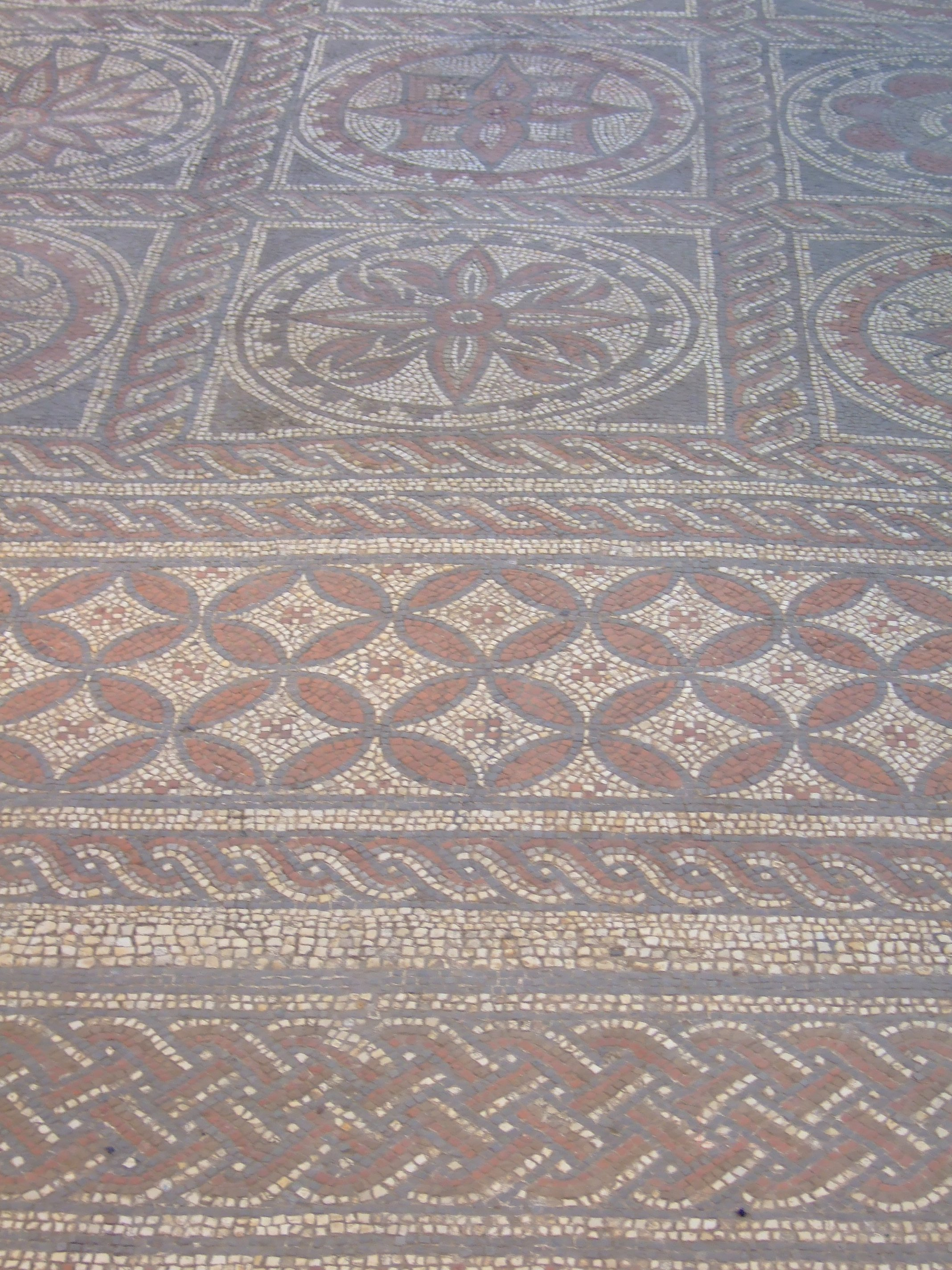
Mozaïekvloer

Verulamium, tegenwoordig St Albans, was een van de grootste steden in de Romeinse provincie Britannia. De stad lag ten noordwesten van Londen, aan de rivier de Ver.
Er zijn nog steeds delen van deze Romeinse stad zichtbaar, waaronder een deel van de stadsmuur, een hypocaustum (verwarmingssysteem) onder een mozaïekvloer en een theater. Op de plek van de Romeinse stad ligt nu Verulamium Park, met een museum waar honderden gevonden voorwerpen tentoongesteld worden.
De planetoïde 4206 Verulamium is vernoemd naar de Romeinse stad.

## Geschiedenis
De naam Verulamium was een Latijnse verbastering van Verlamion, de oorspronkelijke Keltische naam. Verlamion werd rond het jaar 0 gevestigd door stamhoofd Tasciovanus als oppidum (hoofdplaats) van zijn stam, de Catuvellauni.
Verulamium kreeg de status van municipium in 50 n.Chr., wat inhield dat de inwoners de rechten van Romeinse burgers genoten. Het was een van de belangrijke steden van Britannia en bezat een forum, een basilica en een theater. Begin 3e eeuw besloeg de stad zo'n 0,5 km² en lag binnen een beschermende gracht en muur. In de 4e eeuw was Verulamium uitgegroeid tot de op twee na grootste stad van Britannia, na Londinium (Londen) en Corinium Dobunnorum (Cirencester). De stad lag aan Watling Street, een Romeinse weg die van de zuidoostkust van Engeland naar Wales liep.
Boudicca, koningin van de Iceni, plunderde Verulaminum en zette de stad in brand in het jaar 61. Dit is bevestigd door archeologisch onderzoek, waarbij een zwarte aslaag uit deze periode ontdekt werd. Verulamium werd ook zwaar beschadigd tijdens stadsbranden in ca. 150 en ca. 250.
De heilige Albanus van Engeland was volgens de overlevering een inwoner van Verulamium. Hij werd onthoofd op een heuvel buiten de stad en werd hiermee de eerste christelijke martelaar van Groot-Brittannië. De stad St Albans die later op de plek van Verulamium werd gebouwd was vernoemd naar Albanus. De overblijfselen van Verulamium waren een handige bron van bouwmateriaal voor de bouw van St Albans. Ook de Abdij van Sint-Albanus werd grotendeels gebouwd uit steen van de vlakbijgelegen Romeinse stad.
De Angelsaksen noemden de stad Wæclingacaester, naar de Romeinse weg Wæcelinga Stræt (Watling Street) waar de stad aan lag.
Voor Francis Bacon werd in 1618 de adellijke titel Baron Verulam gecreëerd. Verulam is de Engelse spelwijze van Verulamium. Bacon liet ook op de plek van de Romeinse stad een huisje voor zichzelf bouwen. In 1815 werd een andere adellijke titel ingesteld die naar de Romeinse stad vernoemd was, Earl van Verulam. Deze titel is nog steeds in gebruik door de inmiddels zevende earl (graaf) van Verulam.